# Đại học Philippines
Đại học Philippines (Unibersidad ng Pilipinas, thường được viết tắt thành U.P.) là hệ thống đại học và đại học quốc gia của Philippines. Trường được thành lập năm 1908 thông qua một đạo luật của Nghị viện Philippines. Trường là cơ sở đào tào đại học hầu như mọi lĩnh vực, từ nông nghiệp, y khoa, luật đến khoa học tự nhiên, khoa học xã hội, kỹ thuật, văn chương sáng tạo (creative writing) và mỹ thuật.
Đại học Philippines là một trường danh tiếng của quốc gia này về đào tạo đại học và sau đại học. Trường được chính phủ Philippines bao cấp một phần nên học phí khá thấp so với các trường đại học ở đảo quốc này. Tuy nhiên chính điều này lại khiến cho việc thi tuyển vào trường này rất căng thẳng. Năm 2006, 70.000 thí sinh trên khắp Philippines đã tham dự Kỳ thi tuyển sinh vào Đại học Philippines.
Đại học Philippines cũng nổi bật với các lãnh đạo sinh viên tham gia các vấn đề chính trị quốc gia. U.P. đã đào tạo một số nhà lãnh đạo chính trị, xã hội, kinh tế, luật sư, bác sĩ, họa sĩ, nhà kinh doanh nổi tiếng của Philippines. Nhiều Tổng thống Philippines đã học đại học và sau đại học ở trường này. 30 trên 31 nhà khoa học quốc gia của quốc gia này cũng có mối liên hệ với trường này.
Biểu tượng bậc nhất của U.P. là Oblation. Đây là hình ảnh một người đàn ông khỏa thân với cánh tay vươn ra, mặt ngẩng lên. Biểu tượng này dựa trên khổ thơ thứ hai của Mi Ultimo Adios của Jose Rizal, với đầy đủ sự ám chỉ sự cống hiến quên mình cho đất nước.
Sinh viên và cựu sinh viên của U.P. thường được gọi là "Iskolar ng Bayan" (những học giả của đất nước).
Đặc biệt, Trường có một Nhà hát chuyên tổ chức đêm chung kết cuộc thi Hoa hậu Trái Đất nhiều năm.